# Irohalen
Irohalen (franska: Irohalen (CR), Irohalen (Commune Rurale), arabiska: أيت حدو يوسف) är en kommun i Marocko.   Den ligger i provinsen Chichaoua och regionen Marrakech-Safi, i den centrala delen av landet, 400 km sydväst om huvudstaden Rabat. Antalet invånare är 6 037.